# Tufão Fitow (2007)
O tufão Fitow (designação internacional: 0709; designação do JTWC: 10W) foi o décimo primeiro ciclone tropical, o nono sistema nomeado e o sétimo tufão da temporada de tufões no Pacífico de 2007. Ao longo de seu caminho, Fitow afetou o Japão.

## História meteorológica

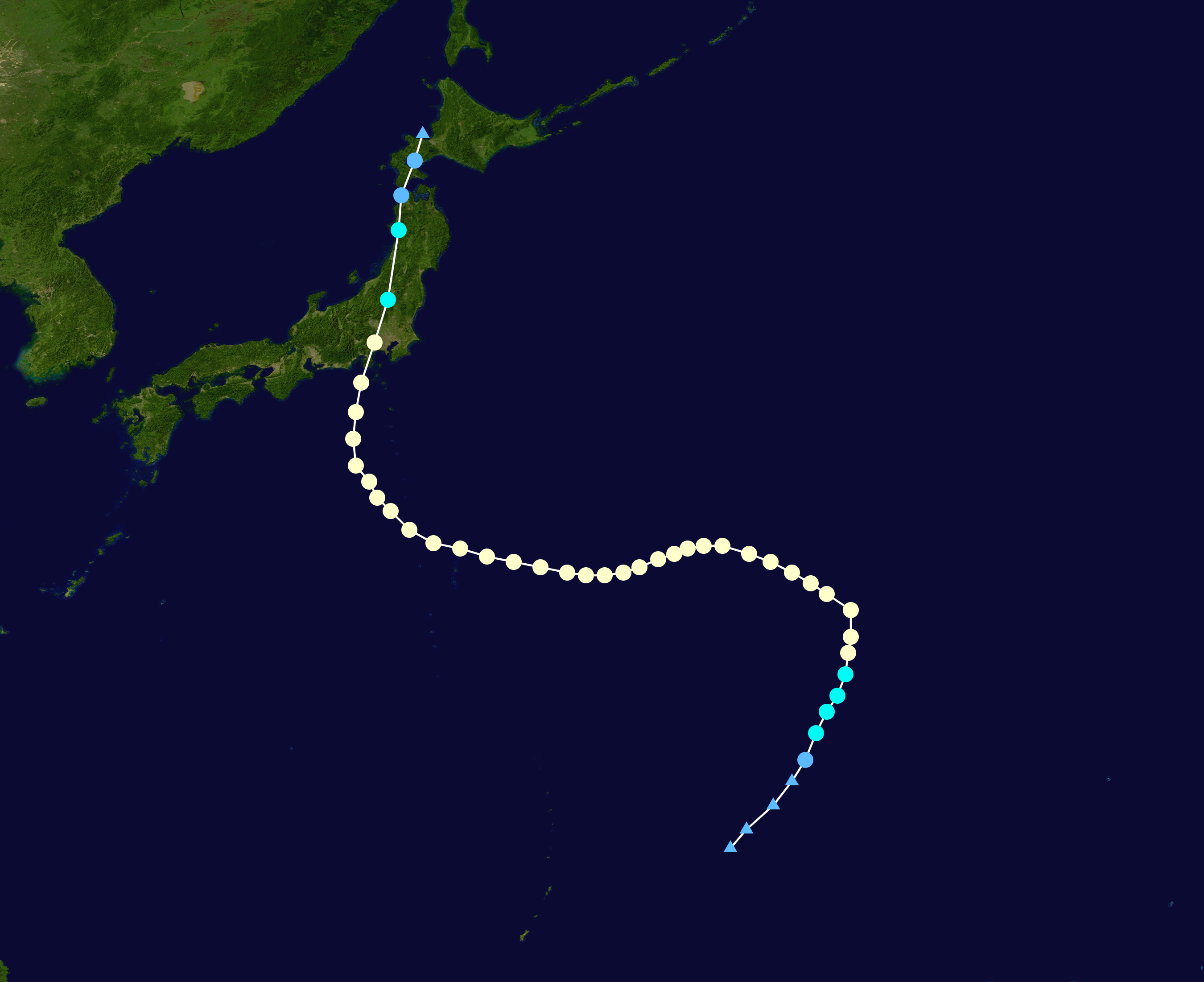
O caminho de Fitow

Em 27 de Agosto, uma perturbação tropical que estava a leste-nordeste de Saipan ficou mais bem organizado e tornou-se uma depressão tropical. Entretanto, o Joint Typhonn Warning Center (JTWC) não emitiu um alerta de formação de ciclone tropical até o dia seguinte. No final de 28 de Agosto, o JTWC começou a emitir avisos sobre a depressão tropical 10W. Na manhã seguinte, os sistema se intensificou rapidamente, sob condições favoráveis e tornou-se a tempestade tropical Fitow. O nome Fitow foi dado pela Micronésia e refere-se a uma bonita flor perfumada em Yapês. Na tarde de 29 de Agosto, Fitow tornou-se uma tempestade tropical severa e no final daquele dia, o JTWC classificou a tempestade como tufão. Neste período, Fitow sofreu uma rápida intensificação e que se consolidou posteriormente. Entretanto, a Agência Meteorológica do Japão (AMJ) não considerou Fitow como um tufão até 30 de Agosto. Fitow então manteve a intensidade de um tufão, alcançando o pico de intensidade, com ventos constantes de 120 km/h (média máxima de 10 minutos) até o final de 1 de Setembro. Neste momento, Fitow enfraqueceu-se para uma tempestade tropical severa até 5 de setembro, momento em que Fitow voltou a se fortalecer tornando-se novamente um tufão. No final de 6 de Setembro, Futow atingiu a Península de Izu, Japão com ventos alcançando 120 km/h. Na madrugada do dia seguinte, a AMJ classificou novamente Fitow como uma tempestade tropical severa. O JTWC emitiu seu último aviso sobre Fitow assim que o sistema começou a se transformar para um ciclone extratropical. A AMJ classificou Fitow como tempestade tropical devido ao enfraquecimento do sistema e então se disipou em 8 de setembro.
Em análises pós-tempestade, o JTWC diminuiu o pico de intensidade para ventos máximos sustentados de 150 km/h. Sendo assim, Kong-rey foi desclassificado de categoria 2 para categoria 1 na escala de furacões de Saffir-Simpson.

## Preparativos e impactos
O serviço ferroviário no Japão foi suspenso na manhã de 6 de setembro. No mesmo dia, cerca de 200 voos foram cancelados. Devido à ressaca e ao mar agitado, o transporte de petróleo na Baía de Tóquio foi suspensa. Uma ponte desabou sobre o Rio Tamagawa. No mínimo 25.000 pessoas tiveram que deixar suas residências em Tóquio e na província de Kanagawa. Cerca de 300.000 casas ficaram sem eletricidade. A passagem do tufão causou a morte de duas pessoas; uma árvore caiu sobre uma pessoa na província de Nagano e outra pessoa morreu após ser atingido por um deslizamento de terra. Fitow também deixou 60 pessoas feridas em pelo menos outras treze províncias japonesas.
A chuva de Fitow elevou perigosamente o nível de água do Rio Tama em 7 de Setembro. Vinte e nove pessoas tiveram que ser resgatadas em bancos de areia do rio também devido à elevação perigosa do Rio Tama.